# Murdannia fasciata
Murdannia fasciata là một loài thực vật có hoa trong họ Commelinaceae. Loài này được (Warb. ex K.Schum. & Lauterb.) G.Brückn. mô tả khoa học đầu tiên năm 1930.